# Chymedax
Chymedax is een vliegengeslacht uit de familie van de roofvliegen (Asilidae).

## Soorten
- C. delicatulus Hull, 1958